# Las cosas que no nos dijimos
Las cosas que no nos dijimos (Toutes ces choses qu'on ne s'est pas dites, en francés) es la octava novela de Marc Lévy, publicada el 15 de mayo de 2008 y editado por Robert Laffont.

## Resumen
Julia y Adam se casarán dentro de unos días, pero por sorpresa, el padre de Julia muere repentinamente. Por lo tanto, ella decide cancelar su matrimonio para poder enterrar a su padre, a quien no ve desde hace veinte años. Un brillante hombre de negocios pero también un padre que siempre ha estado ausente.
Sin embargo, unos días después del funeral, Julia recibe en su apartamento una sorpresa que le dejó su padre, y que cambiará el rumbo de su vida, la traerá de regreso a un pasado olvidado y le dará la oportunidad de conocer todas las cosas que no saben. Las cosas que no se han dicho el uno al otro.